# Hemmersberg
Der Hemmersberg liegt zwischen den Orten Wilnsdorf und Wilgersdorf in der Gemeinde Wilnsdorf im Kreis Siegen-Wittgenstein in Nordrhein-Westfalen. Er hat eine Höhe von 466,8 m. Auf seinem Osthang liegt der Wilgersdorfer Sportplatz, im Südosten befindet sich eine Halde der ehemaligen Grube „Neue Hoffnung“, die bis 1913 in Betrieb war. Südöstlich entspringt der Heckenbach. Südlich des Berges befindet sich die Kalteiche.